# Umbu (Gomo)
Umbu is een bestuurslaag in het regentschap Nias Selatan van de provincie Noord-Sumatra, Indonesië. Umbu telt 1426 inwoners (volkstelling 2010).